# Touche d'échappement

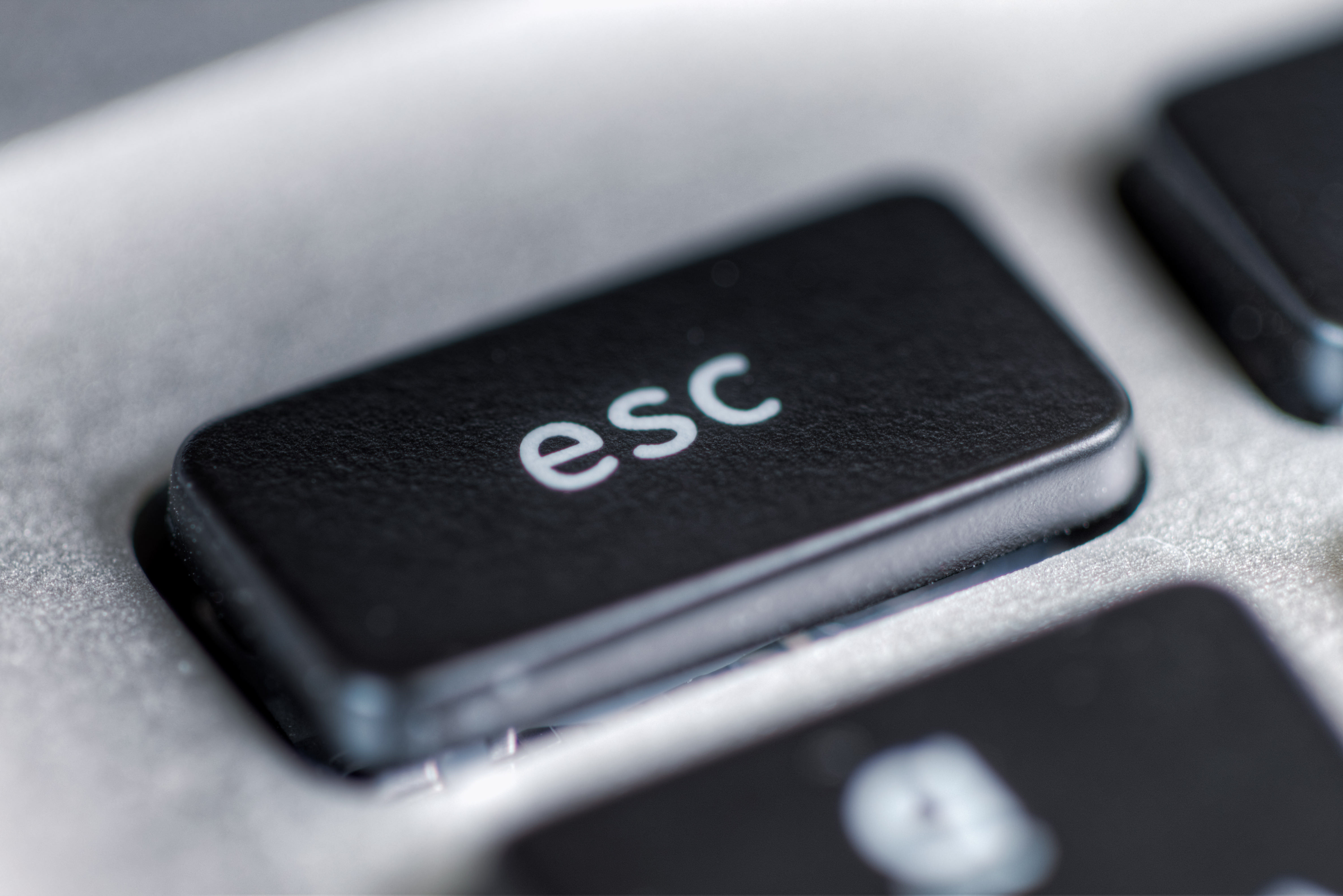
Touche d'échappement d'un clavier de MacBook Pro.

Pour les articles homonymes, voir Échappement et ESC.

Sur les claviers informatiques, la touche d'échappement, (parfois abrégée en éch., échap., échapp. ou échappement ; en anglais, escape key) est une touche utilisée pour sortir d'une situation ou pour annuler une commande ou une opération en cours. Elle est notée Échap ou Echap sur les claviers français (Esc ou ESC sur les claviers américains).
Plus précisément, cette touche peut être utilisée pour : 
- générer le caractère d'échappement ;
- quitter une application ou une fenêtre ;
- revenir en arrière ou annuler l'action en cours ;
- dans les jeux vidéo sur ordinateur, la touche d'échappement sert généralement de menu pause et donc de remplacement à la touche start sur les manettes de consoles de jeux vidéo.

Cette touche est généralement située en haut à gauche du clavier.
Code ASCII : 27

## Histoire
La création de la touche d'échappement est attribuée à Robert Bemer, un informaticien travaillant pour IBM. Il a créé cette touche en 1960 pour permettre aux programmeurs travaillant avec diverses machines de passer d'un type de code à un autre. Sur certains claviers des premiers Teletype Model 33 (en), la touche équivalente était nommée Alt Mode. Ce mode de fonctionnement alternatif provoque un "échappement" de l'interprétation standard des caractères afin de traiter le signe suivant d'une manière particulière. Plus tard, les imprimantes et les terminaux informatiques utiliseront des séquences d'échappement spécifiques qui prendront souvent plus d'un byte à la suite.